# Светлый лагер
Светлый лагер (англ. pale lager, light lager) — светлое пиво низового брожения. Содержание алкоголя: от 3,2 до 6,0 %.

## Типы
Светлый лагер производится в следующих вариантах:
- Легкий американский лагер (англ. Light/Lite American Lager). Пиво с низкой плотностью и калорийностью. Цвет от светло-соломенного до светло-золотистого. Прозрачное. Свежий и сухой вкус с лёгкой сладостью. Лёгкий аромат хмеля и солода. При производстве используется ячменный солод и до 40 % риса или кукурузы. Содержание алкоголя: 3,2-4,2 %. Типичные торговые марки: Miller Lite, Bud Light, Coors Light, Amstel Light;
- Стандартный американский лагер (англ. Standard American Lager). Стандартный лагер для массового рынка. Цвет от светло-соломенного до светло-золотистого. Прозрачное. Свежий и сухой вкус с лёгкой сладостью. Лёгкий аромат хмеля и солода. При производстве используется ячменный солод и до 40 % риса или кукурузы. Содержание алкоголя: 4,2-5,1 %. Типичные торговые марки: Miller High Life, Budweiser, Kirin Lager, Molson Golden, Corona Extra, Foster’s Lager;
- Американский премиум лагер (англ. Premium American Lager). По сравнению с лёгким и стандартным лагером, обладает более сильным и выраженным вкусом. Цвет от светло-соломенного до светло-золотистого. Прозрачное. Свежий и сухой вкус с лёгкой сладостью. При производстве используется ячменный солод и 25 % риса или кукурузы. Содержание алкоголя: 4,7-6 %. Типичные торговые марки: Miller Genuine Draft, Michelob, Coors Extra Gold, Heineken, Beck’s, Stella Artois, Singha;
- Мюнхенский светлый лагер или Мюнхнер Хеллес (нем. Münchner Helles). Создан в 1895 году в Мюнхене на пивоварне Spaten Габриелем Зедльмайером (Gabriel Sedlmayr) с целью составить конкуренцию пиву типа пильзнер. Немного сладкое пиво с акцентом на солодовый вкус и легкой хмелевой горечью. Цвет варьируется от средне-жёлтого до светло-золотистого; прозрачное, образует кремово-белую пену. Содержание алкоголя: 4,7-5,4 %. Типичные торговые марки: Hacker-Pschorr Munchner Helles, Paulaner Premium Lager, Spaten Premium Lager, Andechser Hell, Augustiner Lagerbier Hell, Weihenstephaner Original, Stoudt’s Gold Lager;
- Чешский светлый лагер (лежак) (чеш. Světlý Ležák). Начальная плотность 8-17%. Типичные торговые марки: Budweiser Budvar, Krušovice Světlé, Velkopopovický Kozel Světlý, Staropramen;
- Дортмундер Экспорт (нем. Dortmunder Export). Местное пиво из района Дортмунда. Варится с более высокой начальной плотностью по сравнению с другими легкими лагерами, что дает плотный вес солода и заметную хмелевую горечь. Прозрачное пиво, цвет от светло- до тёмно-золотистого. Солод и хмель сбалансированы, лёгкая сладость во вкусе, умеренный аромат немецких или чешских благородных сортов хмеля. Содержание алкоголя: 4,8-6,0 %. Типичные торговые марки: DAB Export, Dortmunder Union Export, Dortmunder Kronen, Ayinger Jahrhundert, Great Lakes Dortmunder Gold, Saratoga Lager, Dominion Lager, Gordon Biersch Golden Export[1][2][3].